# Das Steppenverhör
Das Steppenverhör ist ein Roman von Werner Helwig. Es ist eine Parabel, in der „das Problem des Terrors zur Debatte steht“. Helwig widmete das Buch „Allen Demagogen der Politik, des Geschmacks und der Gesinnung“.

## Inhalt
Ein abenteuernder Nordamerikaner, der aus einer bürgerlichen Welt stammende Flüchtling Ellington, wird während eines Ritts durch eine südamerikanische Steppe, in der er sich verirrt hat, von zwei zweifelhaften „Caballeros“ eingeholt. Es sind primitiv-schlaue Menschenjäger einer ideologisch geprägten Diktatur. Er gerät im Verlauf eines zunächst harmlosen Gesprächs, das sich dann zu einem diabolischen Verhör ausweitet, immer weiter in Unfreiheit und in die brutale Gewalt der beiden. Ellington entkommt schließlich den Menschenjägern, ist aber „durch das Steppenverhör in eine neue, bisher von ihm gemiedene Zone der Einsicht hineingetrieben worden“, denn, so fasst es Die Zeit zusammen, „die eigentliche Entscheidung vollzieht sich auf der Ebene der Gesinnung. Ihr Fazit heißt: Nicht privates Abseitsstehen, sondern Stellungnahme, Engagement.“

## Form
Das Steppenverhör erschien 1957 im Verlag Diederichs (Düsseldorf und Köln). Im Mai desselben Jahres wurde der Roman zum Buch des Monats gewählt. Auch eine Hörspielfassung wurde mehrmals gesendet. Die Handlung spielt sich auf zwei Ebenen ab, die der aktuellen Zeit sowie die einer erinnernden, die im Druck kursiv wiedergegeben wird. Auf dieser zweiten Ebene wird erkennbar, dass Ellington sich der militärischen Einberufung entzogen und alle Brücken zur Vergangenheit abgebrochen hat. Die äußere Handlung ist nur skizzenhaft dargestellt. Helwig „gibt nur Andeutungen, zeigt Möglichkeiten auf und stellt der Phantasie des Lesers anheim, über Fortleben oder Tod seiner Gestalt zu entscheiden“.

## Rezeption
Das Buch wurde unterschiedlich rezensiert, doch überwog die positive Kritik. Der Spiegel schrieb: „Nach dem mythischen Realismus seiner großen Griechenland-Romane wirkt Helwigs Versuch einer zeitkritischen Allegorie recht experimentell“. Bettina Hürlimann verglich das Buch mit Max Frischs Homo faber und fand die Art, wie Handlung und Dialog ineinander verflochten seien, „meisterhaft und erregend“.
Der Literaturwissenschaftler Walter Schmiele bezeichnete den Roman als Zeit- und Kulturparabel, als Chiffre: „Das Vergnügen des Lesers ist Dechiffriervergnügen, er entknüpft ein episch-symbolisches Muster.“
Wolfgang Grözinger stellte die Frage: „War es wirklich nötig, die Moral der faszinierend erzählten Geschichte expressis verbis mitzugeben? Im Überdeutlichen verrät sich ein Mangel an Vertrauen in die Fabel.“

## Zitat
„Als er sich umsah, waren zwei Reiter da, grau, von Staub übersilbert, freche kleine Gestalten. Sie folgten ihm, einer auf der rechten, der andre auf der linken Seite seiner Grasspur. Er beschleunigte den Paßgang seines Pferdes, um unauffällig Vorsichtsmaßnahmen treffen zu können. Rasch schnallte er seine Armbanduhr ab, ließ sie in die Jackentasche gleiten. Zugleich zog er Ralphs Revolver, den er unter der Achsel auf der nackten Haut trug, griffbereit nach vorn. Störende Begebenheit, dachte er, während er mit schwacher Freundlichkeit den Gruß der Kavaliere erwiderte, die sich bereits auf einer Linie mit ihm befanden und ihn in ihre Mitte nahmen.“